# Albatros D.V
Der Albatros D.V war ein Jagdflugzeug der Albatros Flugzeugwerke. Das Flugzeug wurde im Ersten Weltkrieg von den deutschen Luftstreitkräften eingesetzt.

## Geschichte

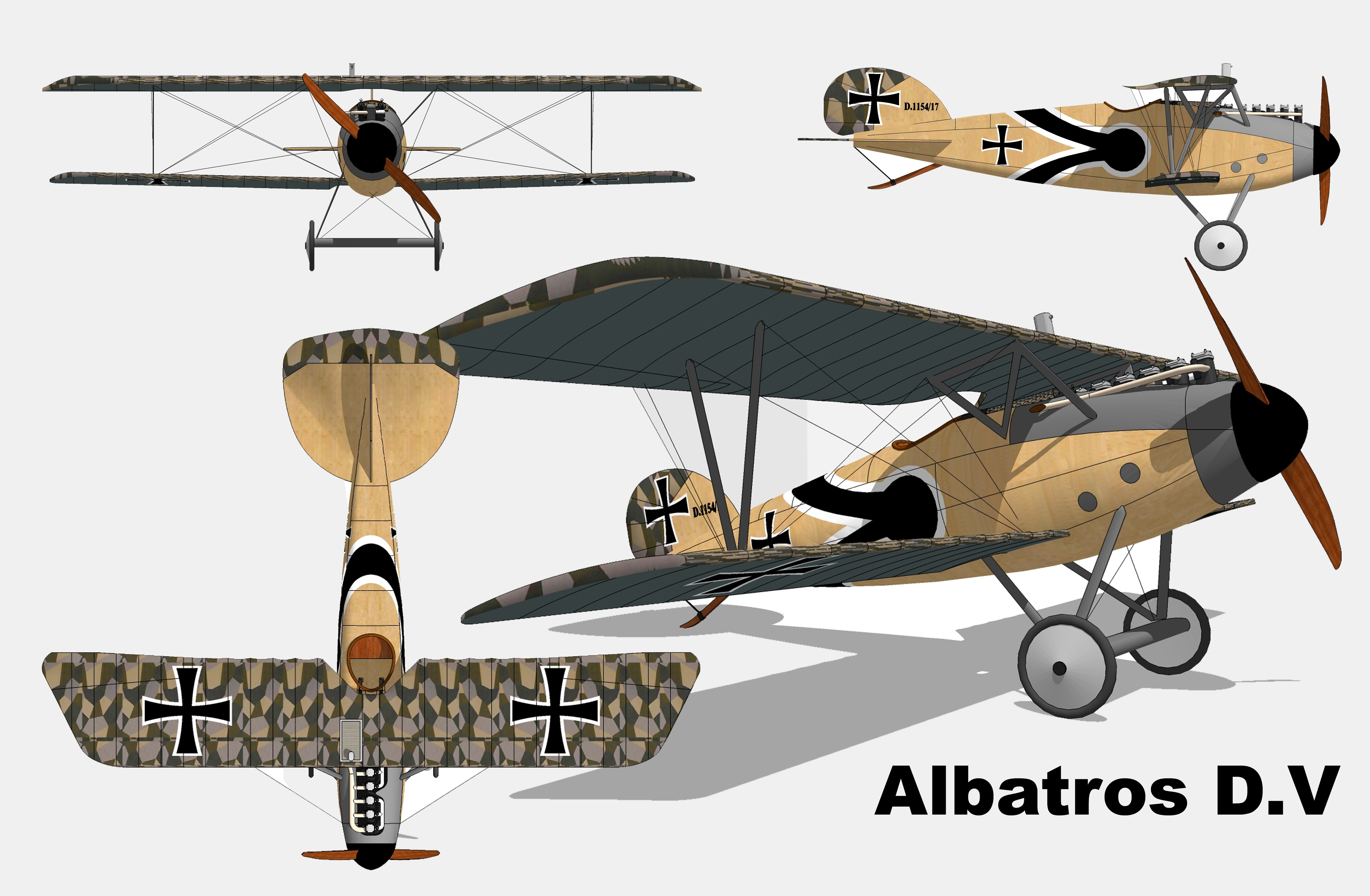
Albatros D.V

Mit der Albatros D.V folgte Ing. Thelen weitgehend dem Konzept der erfolgreichen Albatros D.III. Ihr gegenüber kam es bei der D.V nur zu geringfügigen Modifikationen.
Der D.V ging Ende 1916 der Prototyp Albatros D.IV voraus. Dieser war von vornherein nicht als Serienprototyp gedacht, sondern als reines Testflugzeug für den Einbau des neuen leistungsgesteigerten Motors Mercedes D III mit 170 PS. Der Prototyp D.IV erhielt Tragflächen gleicher Tiefe wie die der D.I und D.II, zeigte aber bereits die wesentlichen Modifikationen an Rumpf und Seitensteuerflächen, die auf die D.V übertragen wurden. Die Albatros D.IV wurde von den Albatros Flugzeugwerken noch bis mindestens April 1918 als Testflugzeug für verschiedene Motortypen verwendet.
Der Prototyp der D.V (Werksbezeichnung L 22) dürfte im Februar oder März 1917 erprobt worden sein, und schon im April wurden die ersten 200 Zellen in Auftrag gegeben.

## Konstruktion

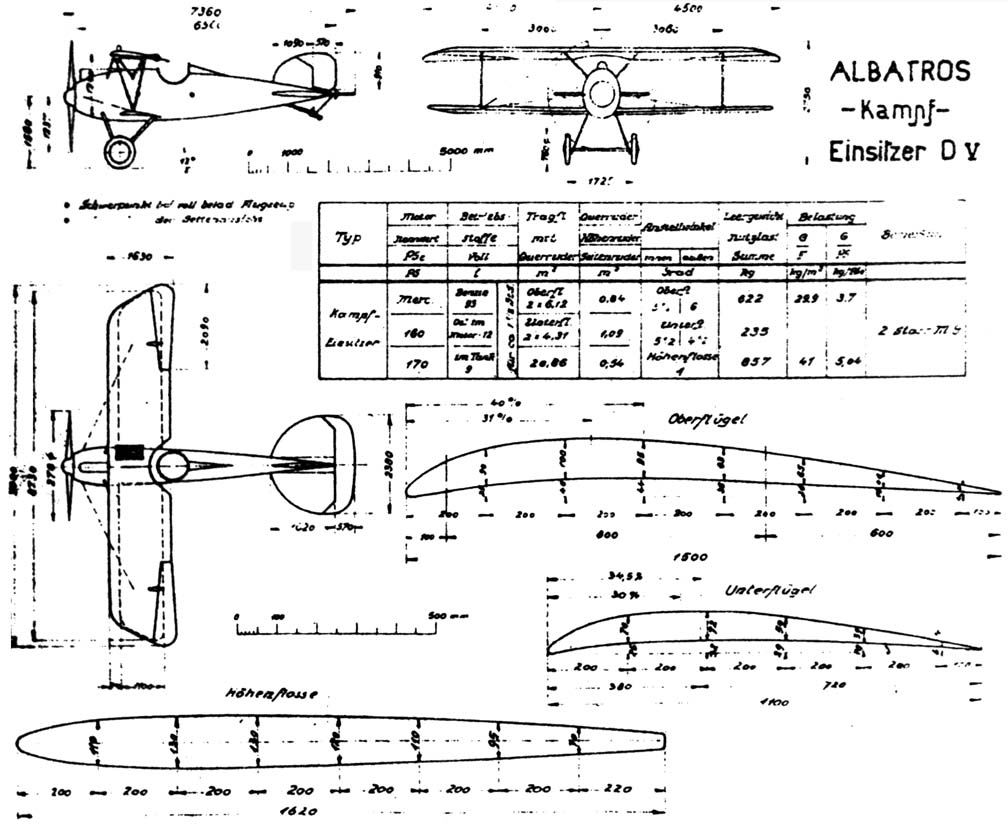
Albatros D.V dwg

Der für Albatros typische, aerodynamisch in Sperrholzschalenbauweise gebaute Rumpf war bei der D.V deutlich ovaler geformt als beim Vorgänger D.III. Der Wasserkühler, bei der D.III zentral in der oberen Tragfläche montiert, wurde seitlich versetzt, um den Piloten bei Treffern in den Tank vor Verbrühungen durch herausspritzendes Wasser zu schützen. Die obere Tragfläche wurde zudem etwa 10 cm nach unten versetzt, was die Sicht des Piloten verbesserte. Hinter dem Cockpit war eine hohe Kopfstütze angebracht, auf die jedoch später verzichtet wurde, da sie die Sicht nach hinten behinderte. Ferner war das Seitensteuer stärker abgerundet, und die Steuerungszüge der Querruder wurden in die oberen Tragflächen verlegt.
Diese letzte Änderung wurde bei der D.Va (Werksbezeichnung L 24) wieder zurückgenommen; die Steuerungszüge wurden wieder in die untere Tragfläche zurück verlegt. Die D.Va hatte außerdem einen verstärkten, dafür etwas schwereren Rumpf und einen noch stärkeren Motor.

## Weiterentwicklung

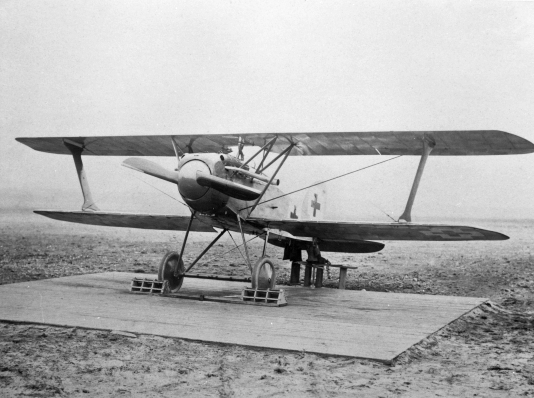
Prototyp der Albatros D.X, 1918

In starker Anlehnung an die D.V entstanden noch zwei Dreidecker-Prototypen, der Albatros Dr.I (Werksbezeichnung L 36) und 1918 der Dr.II (Werksbezeichnung L 39), letzterer mit Benz-Motor, sowie die Prototypen D.VI, D.VII, D.VIII, D.IX, D.X, D.XI, D.XII, D.XIII und D.XIV. Keine dieser Maschinen wurde mehr von der IdFlieg bestellt.

## Einsatz
Aufgrund der Erfolge der D.III, die im Frühjahr 1917 die Luftherrschaft an der Westfront errungen hatte, es nun aber mit zumindest ebenbürtigen oder sogar überlegenen feindlichen Jagdflugzeugen wie der Sopwith Camel, der S.E.5 oder der SPAD S.XIII aufnehmen musste, bestellte die Idflieg eine große Stückzahl von deren leistungsgesteigerter Nachfolgerin. Der Bestellung gingen offensichtlich jedoch nur unzureichende Abnahmeprüfungen voraus, was sich später schmerzlich rächen sollte.
Die D.V und D.Va erreichten im Juli bzw. im November 1917 die Front; im November 1917 waren bereits 500 D.V/D.Va im Einsatz, im Mai 1918 ca. 1.000. Wegen der weiten Verbreitung wurde dieses Muster von vielen erfolgreichen Kampffliegern geflogen, unter anderem von Manfred von Richthofen, Ernst Udet, Fritz Rumey, Josef Jacobs, Ulrich Neckel, Eduard von Schleich, Julius Buckler und Otto Könnecke.
An der Front entsprach das Flugzeug jedoch nicht den Erwartungen. Die D.V wies gegenüber der D.III nur eine geringe Leistungsverbesserung auf, zumal die Bewaffnung mit Doppel-MG inzwischen Standard auch der alliierten Jagdflugzeuge geworden war; immerhin war sie stärker motorisiert und daher schneller als ihre Vorgängerin. Dagegen litt sie jedoch umso mehr unter einer gefährlichen strukturellen Schwäche: Die untere Tragfläche hatte nur einen Hauptholm, was schon bei der D.III unter hoher Belastung zu Flügelvibrationen geführt hatte. Bei der stärkeren D.V war die Belastungsgrenze überschritten: Am 18. Februar 1918 brach einem Piloten der Jagdstaffel 5 im Luftkampf die untere Tragfläche seiner D.V ab; es gelang ihm noch, sich durch eine Notlandung zu retten. Der Offizier kam mit dem Schrecken davon; immerhin führte bei seiner D.V die Querrudersteuerung durch die obere Tragfläche. Das Zerbrechen der unteren Tragfläche im Luftkampf, insbesondere beim Sturzflug, musste bei der D.Va fast zwangsläufig tödlich enden.
Albatros nahm einige Verstärkungen vor, die, wie Inspektionen an Frontmaschinen erwiesen, allerdings nur unzureichend umgesetzt wurden. So blieb das Sturzflugverhalten der Maschine ein fortlaufendes Risiko. Notgedrungen behalfen sich die Jagdstaffeln („Jasta“) an der Front schließlich damit, die vordere Tragflächenkante durch eine kleine Stützstrebe mit der Tragflächenstrebe zu verbinden, was die Vibration und damit die Bruchgefahr wesentlich minderte.
Die enttäuschenden Erfahrungsberichte von der Front hatten sogar kurzzeitig zur Diskussion geführt, die auf Hochtouren laufende Produktion zu Gunsten der bewährten D.III wieder einzustellen – so produzierte man in Österreich-Ungarn die Albatros D.III bei Oeffag in der sehr erfolgreichen Lizenzversion (Oeffag D.III) bis zum Kriegsende weiter. Änderungen in der laufenden Produktion hätten jedoch den im Rahmen des „Amerikaprogramms“ dringend notwendigen Aufwuchs der deutschen Jagdfliegerverbände gefährdet, und so setzte man auf die von Albatros behelfsmäßig vorgenommenen Verbesserungen. Die Albatros D.V und D.Va wurden mit 900 bzw. 1.012 gebauten Maschinen die am meisten verbreiteten deutschen Jagdflugzeuge während des Krieges; noch im Mai 1918 waren 131 D.V und 986 D.Va im Einsatz, viele davon blieben bis zum Kriegsende in Gebrauch.

### Leistungsvergleich
Leistungsvergleich von Jagdeinsitzern im Fronteinsatz zum Ende des Ersten Weltkriegs:
| Name                   | Staat                  | Erstflug   | Indienststellung | Motorleistung | max. Geschwindigkeit | Startmasse | Bewaffnung (MG) | Gipfelhöhe | Stückzahl |
| ---------------------- | ---------------------- | ---------- | ---------------- | ------------- | -------------------- | ---------- | --------------- | ---------- | --------- |
| Albatros D.III         | Deutsches Reich        | 1916-08-01 | 1917-01-15       | 170 PS        | 165 km/h             | 886 kg     | 2               | 5.500 m    | 1352      |
| S.E.5a                 | Vereinigtes Königreich | 1916-11-22 | 1917-03-15       | 200 PS        | 222 km/h             | 880 kg     | 2               | 5.185 m    | 5205      |
| Sopwith Camel          | Vereinigtes Königreich | 1916-12-31 | 1917-06-15       | 130 PS        | 185 km/h             | 659 kg     | 2               | 5.791 m    | 5490      |
| Sopwith Dolphin        | Vereinigtes Königreich | 1917-03-23 | 1918-02-15       | 200 PS        | 211 km/h             | 890 kg     | 2               | 6.100 m    | 2072      |
| Albatros D.Va          | Deutsches Reich        | 1917-04-15 | 1917-07-15       | 185 PS        | 187 km/h             | 937 kg     | 2               | 6.250 m    | 2562      |
| Pfalz D.IIIa           | Deutsches Reich        | 1917-04-15 | 1917-08-15       | 180 PS        | 181 km/h             | 834 kg     | 2               | 6.000 m    | 750       |
| SPAD S.XIII            | Frankreich             | 1917-04-30 | 1917-05-31       | 220 PS        | 222 km/h             | 820 kg     | 2               | 6.650 m    | 8472      |
| Nieuport 28            | Frankreich             | 1917-06-14 | 1918-03-15       | 160 PS        | 195 km/h             | 740 kg     | 2               | 5.200 m    | 300       |
| Fokker Dr.I            | Deutsches Reich        | 1917-07-05 | 1917-09-01       | 130 PS        | 160 km/h             | 585 kg     | 2               | 6.500 m    | 420       |
| Sopwith Snipe          | Vereinigtes Königreich | 1917-10-31 | 1918-08-30       | 230 PS        | 195 km/h             | 955 kg     | 2               | 6.100 m    | 497       |
| L.F.G. Roland D.VIa    | Deutsches Reich        | 1917-11-30 | 1918-05-15       | 160 PS        | 190 km/h             | 820 kg     | 2               | 5.500 m    | 353       |
| Siemens-Schuckert D.IV | Deutsches Reich        | 1917-12-31 | 1918-08-15       | 160 PS        | 190 km/h             | 735 kg     | 2               | 8.000 m    | 123       |
| Fokker D.VII           | Deutsches Reich        | 1918-01-24 | 1918-04-15       | 180 PS        | 189 km/h             | 910 kg     | 2               | 6.000 m    | 800       |
| Fokker D.VIIF          | Deutsches Reich        | 1918-01-24 | 1918-04-15       | 226 PS        | 205 km/h             | 910 kg     | 2               | 7.000 m    | 200       |
| Pfalz D.VIII           | Deutsches Reich        | 1918-01-24 | 1918-09-15       | 160 PS        | 190 km/h             | 740 kg     | 2               | 7.500 m    | 120       |
| Pfalz D.XII            | Deutsches Reich        | 1918-03-31 | 1918-07-15       | 160 PS        | 180 km/h             | 902 kg     | 2               | 5.640 m    | 750       |
| Fokker D.VIII          | Deutsches Reich        | 1918-05-31 | 1918-07-31       | 110 PS        | 204 km/h             | 605 kg     | 2               | 6.300 m    | 289       |

### Seriennummern und Produktionschargen
- Albatros D.V:

- D.1000/17 – D.1199/17 200 Stück
- D.1962/17 – D.2361/17 400 Stück
- D.4403/17 – D.4702/17 300 Stück

- Albatros D.Va:

- D.5165/17 – D.5426/17 262 Stück
- D.5600/17 – D.5849/17 250 Stück
- D.7000/17 – D.7549/17 550 Stück

- Albatros D.Va Lizenzproduktion durch die Ostdeutschen Albatros-Werke (OAW):

- D.6400/17 – D.6999/17 600 Stück

insgesamt produziert: 2562 Stück

### Mit Albatros D.V und D.Va ausgerüstete Einheiten
Deutsches Reich
- Deutsche Luftstreitkräfte

- Königlich Preußische Fliegertruppe

| - Jasta 1 - Jasta 2 - Jasta 3 - Jasta 4 - Jasta 5 - Jasta 6 - Jasta 7 - Jasta 10 - Jasta 11 - Jasta 12 | - Jasta 13 - Jasta 14 - Jasta 15 - Jasta 17 - Jasta 18 - Jasta 21 - Jasta 22 - Jasta 24 - Jasta 26 - Jasta 27 | - Jasta 37 - Jasta 40 - Jasta 43 - Jasta 46 - Jasta 55 (F) - Jasta 57 - Jasta 59 - Jasta 61 - Jasta 62 - Jasta 63 | - Jasta 69 - Jasta 75 - Jasta 84 |

- Kest 1a (Kampfeinsitzerstaffel)

- Bogohl 6 (Bombengeschwader der Obersten Heeresleitung)

- Königreich Bayern
- Königlich Bayerische Fliegertruppe

- Jasta 16b
- Jasta 23b
- Jasta 32b
- Jasta 34b
- Jasta 35b
- Jasta 76b
- Jasta 77b
- Jasta 78b
- Jasta 79b

- Königreich Sachsen

- Jasta 72s

- Königreich Württemberg

- Jasta 28w
- Jasta 64w

- Kaiserliche Marine

- Seefrontstaffel 1
- Marine Feld Jagdstaffel 1
- Marine Feld Jagdstaffel 2
- Marine Feld Jagdstaffel 3

 Polen
- Polnische Marineluftwaffe

Fotos und Grafiken
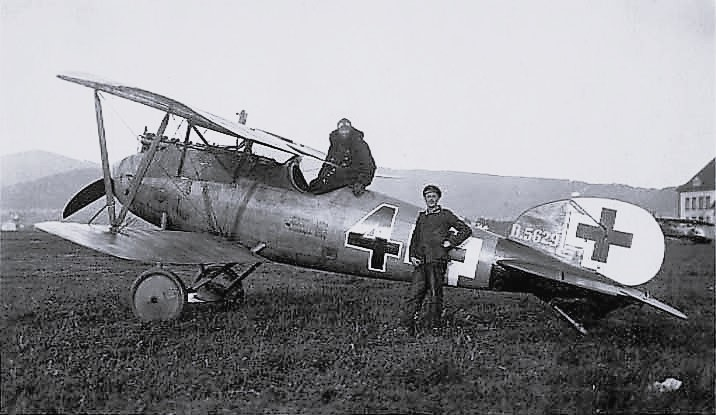
Schwarze Vier Ein Albatros D.Va mit der Seriennummer D.5629/17
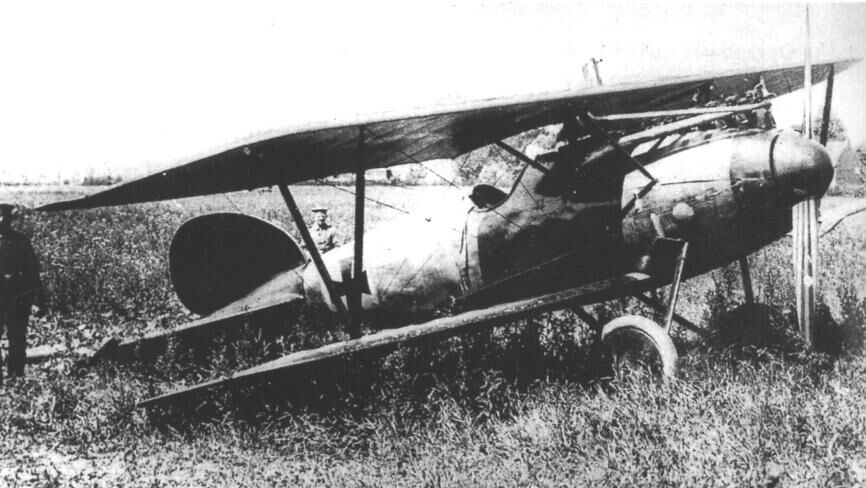
Manfred von Richthofens Albatros nach einer Bruchlandung
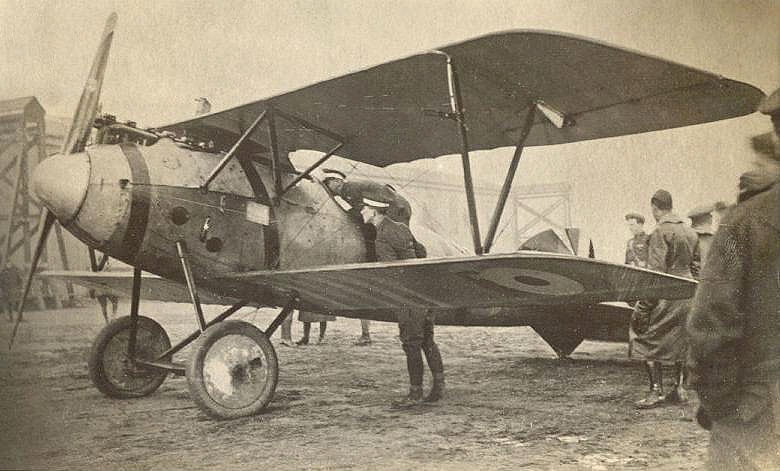
Erbeuteter Albatros D.V von Vizefeldwebel Ernst Clausnitzer (Seriennummer D.1162/17) am schwarzen Rumpfband erkenntlich als Maschine der Jasta 4, nun mit britischen Kokarden
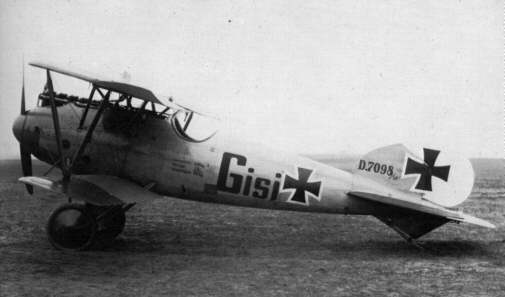
Gisi – ein Albatros D.Va mit der Seriennummer D.7098/17
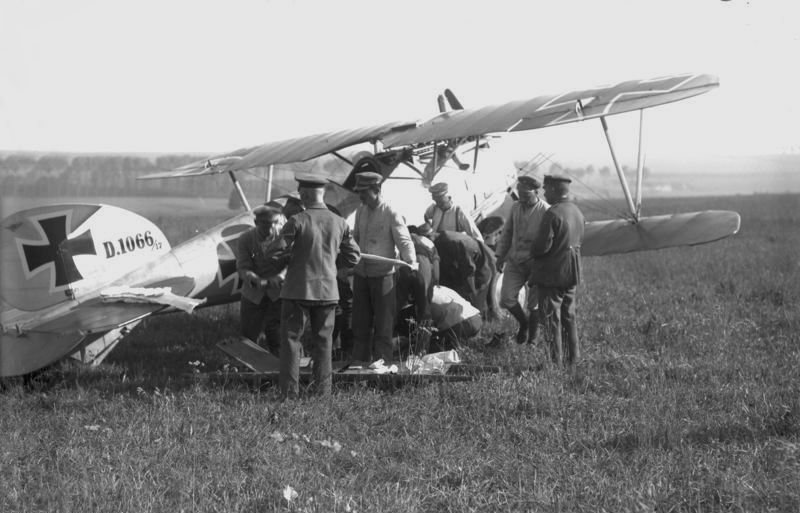
Albatros D.V mit angeschossenem Staffelführer

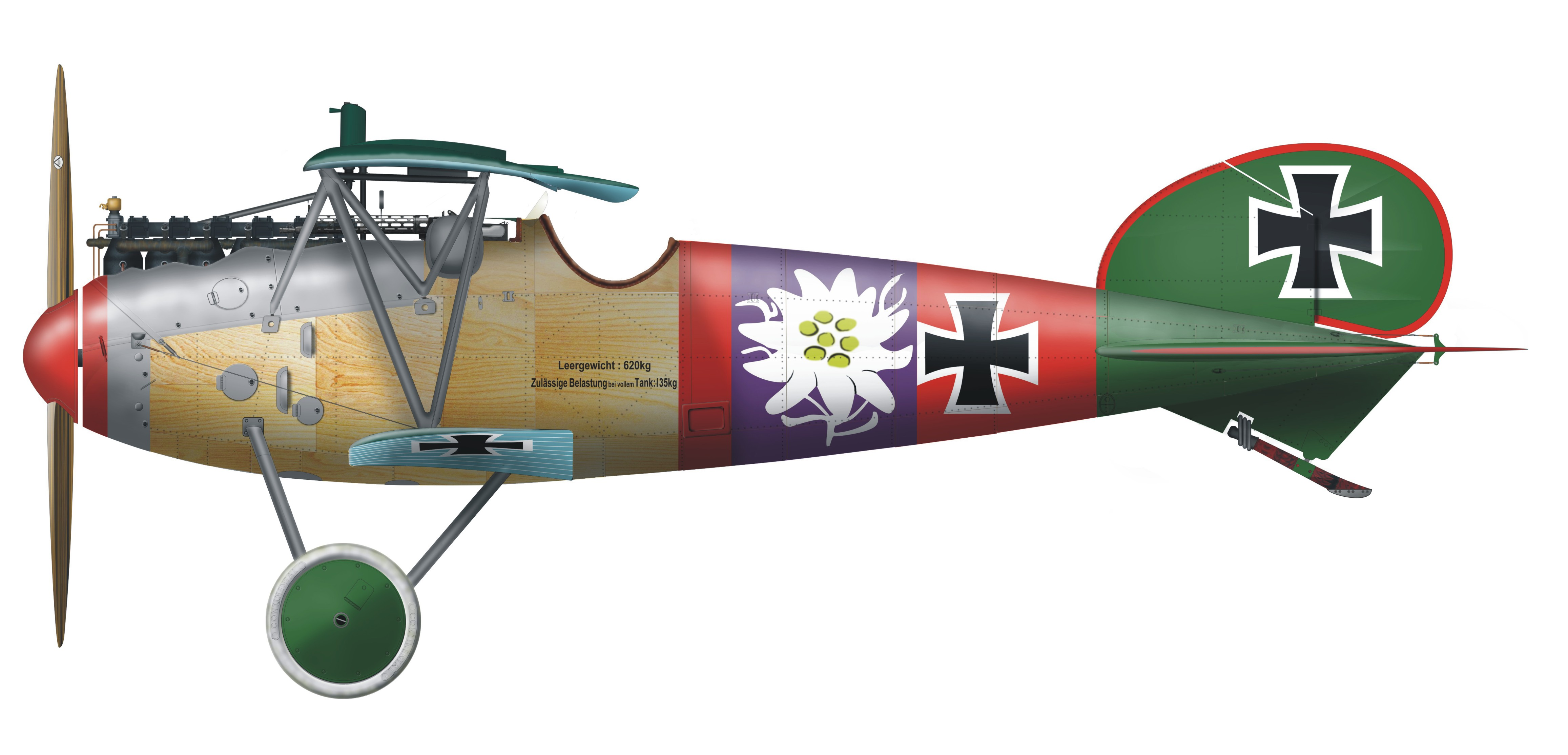
Ein von Paul Bäumer in der Jasta 5 geflogener Albatros D.V
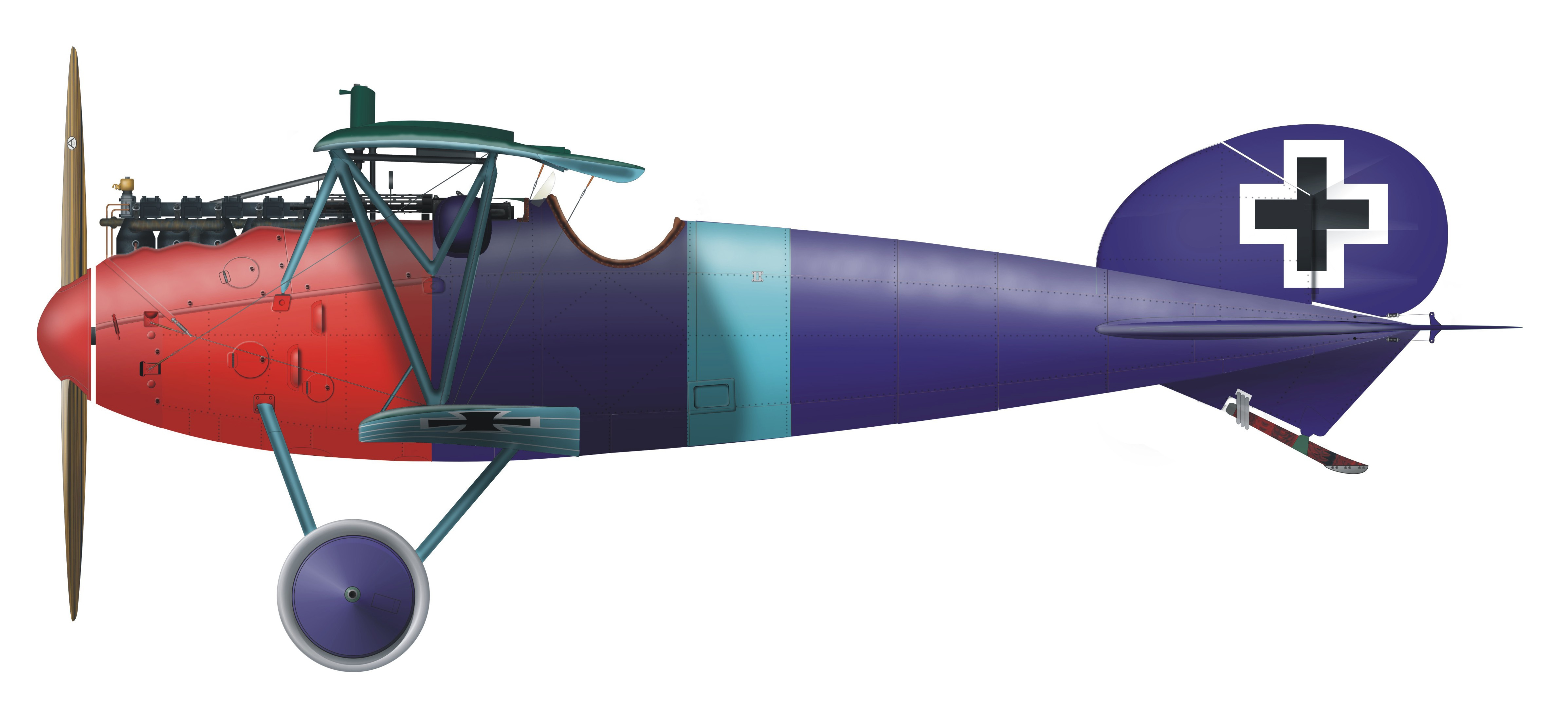
Albatros D.V der Jasta 15 aus dem Frühjahr 1918, geflogen von Leutnant Dingel
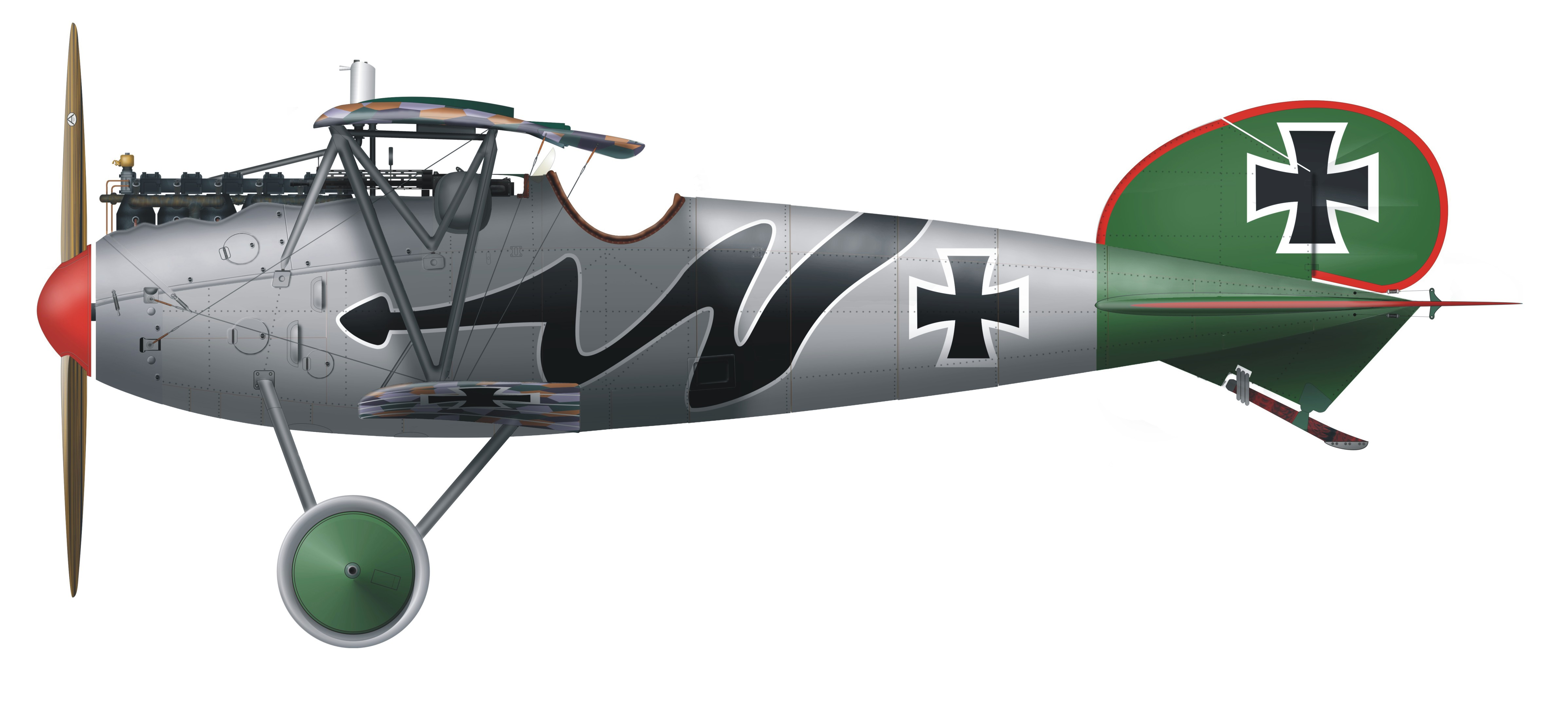
Albatros D.Va, Hans von Hippel, Jasta 5
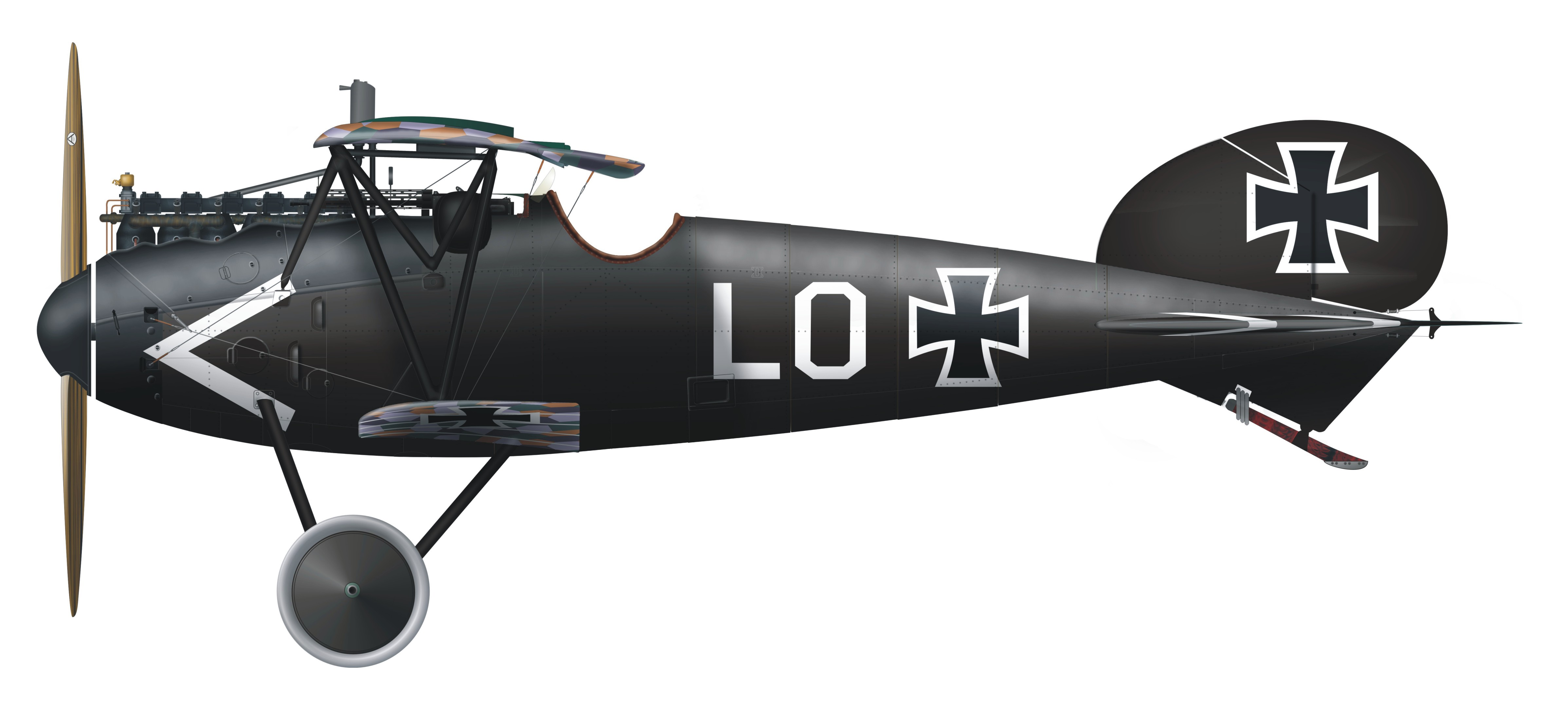
Albatros D.Va, Ernst Udet, Jasta 37
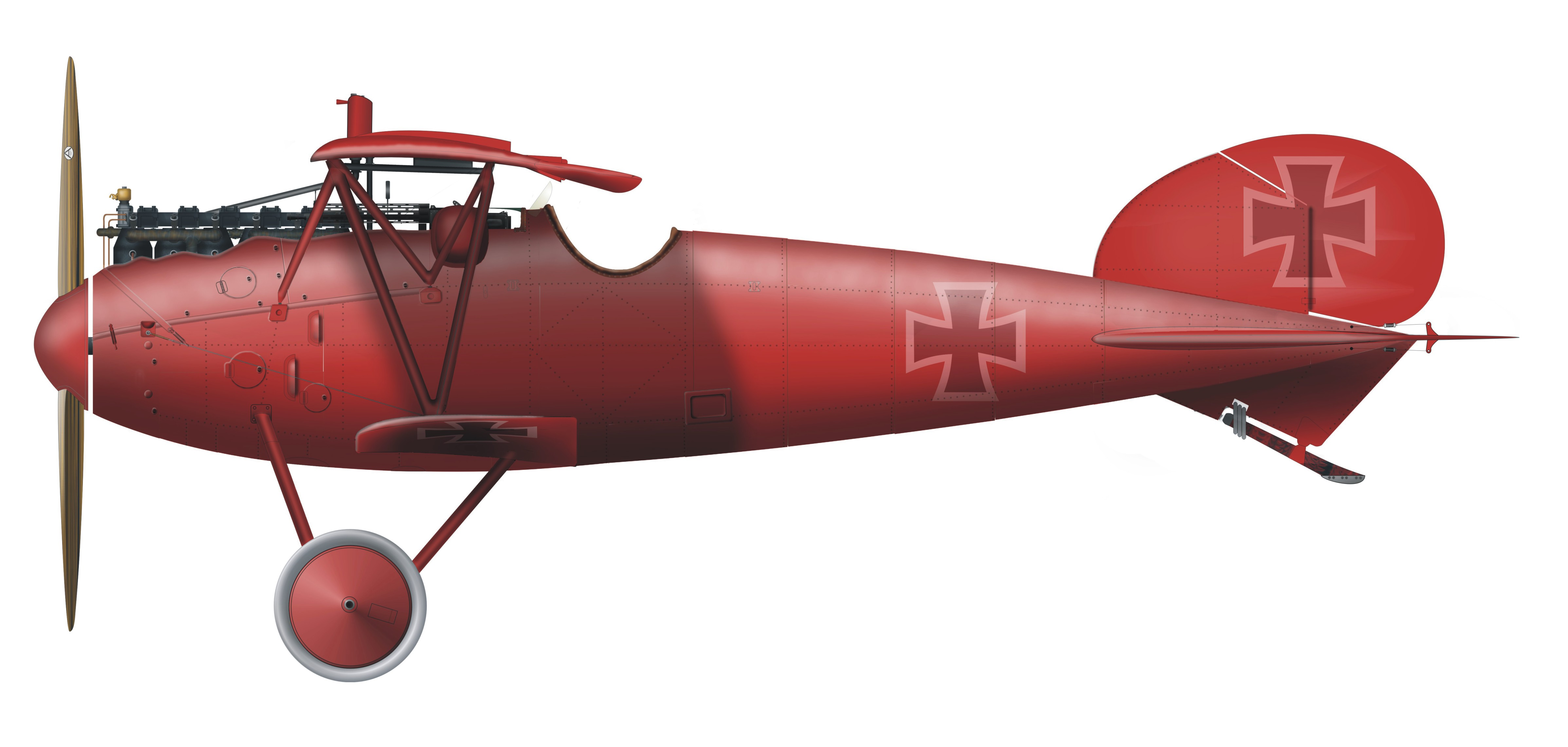
Die rote Albatros D.V des Geschwaderführers des JagdGeschwaders 1, Manfred von Richthofen.
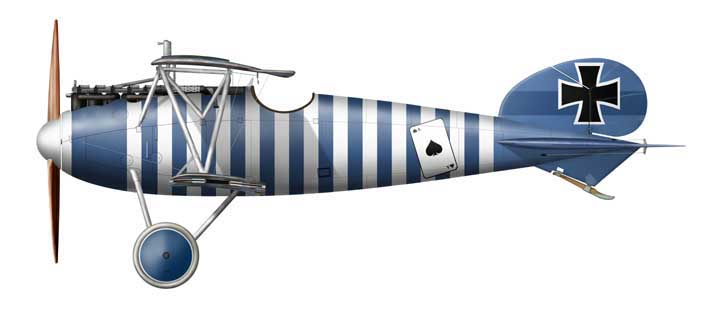
Albatros D.Va der Jasta 79b, geflogen von Leutnant Hans Böhning im Frühjahr 1918

## Technische Daten
| Kenngröße                   | Albatros D.V              | Albatros D.Va              |
| --------------------------- | ------------------------- | -------------------------- |
| Besatzung                   | 1                         | 1                          |
| Länge                       | 7,33 m                    | 7,33 m                     |
| Spannweite                  | 9,05 m                    | 9,05 m                     |
| Höhe                        | 2,70 m                    | 2,70 m                     |
| Flügelfläche                | 20,32 m²                  | 20,32 m²                   |
| Leermasse                   | 717 kg                    | 730 kg                     |
| Startmasse                  | 915 kg                    | 937 kg                     |
| wassergekühlter Reihenmotor | Mercedes D III mit 170 PS | Mercedes D IIIa mit 185 PS |
| Höchstgeschwindigkeit       | 180 km/h                  | 187 km/h                   |
| Steigzeit auf 1000 m        | 4:20 min                  | 4:20 min                   |
| Steigzeit auf 3000 m        | 14:30 min                 | 17:08 min                  |
| Steigzeit auf 3000 m        | 11:18 min                 |                            |
| Steigzeit auf 5000 m        | 32 min                    | 35 min                     |
| Dienstgipfelhöhe            | 6500 m                    | 6250 m                     |
| Reichweite                  | 380 km                    | 350 km                     |
| Flugdauer                   | 2 h                       | 2 h                        |
| Bewaffnung                  | 2 MG 08/15                | 2 MG 08/15                 |

## Erhaltene Exemplare

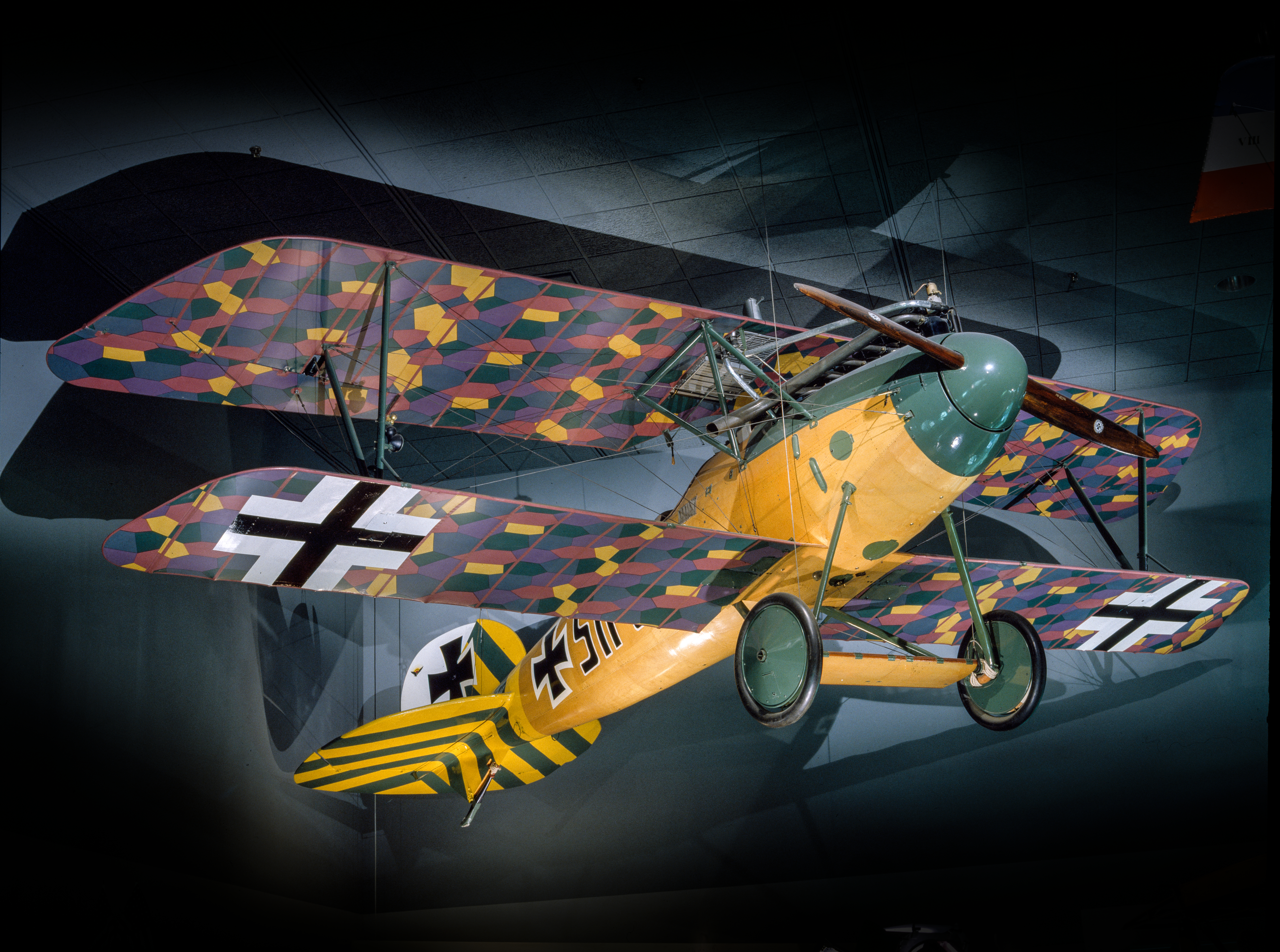
Albatros D.Va im National Air and Space Museum Washington

Von allen produzierten Albatros-Jagdmaschinen existieren nur noch zwei Exemplare des Typs D.Va: „Stropp“, ein Flugzeug mit der Seriennummer D.7161/17 wird im National Air and Space Museum in Washington, D.C. ausgestellt, während die Nummer D.5390/17 ein Teil der Sammlung des Australian War Memorial in Canberra, Australien ist.
Daneben existieren einige flugfähige Nachbauten der Albatros D.V, eine davon in den Markierungen von Eduard Ritter von Schleich wird im Old Rhinebeck Aerodrome bei New York für Flugvorführungen genutzt.